# Ogun (staat)
Ogun is een Nigeriaanse staat. De hoofdstad is Abeokuta, de staat heeft 6.379.500 inwoners (2020) en een oppervlakte van 16.762 km².

## Geografie
De staat vormt het achterland van de staat Lagos en grenst verder in het westen aan het land Benin, in het noorden aan de staten Oyo en Osun, en in het oosten aan de staat Ondo. In het uiterste zuidoosten, waar zich het oostelijke deel van de Lagos Lagoon bevindt, grenst het ook voor een relatief klein deel aan de Baai van Benin.
Naast de hoofdstad, wat ook de grootste stad is, zijn andere belangrijke steden en plaatsen in Ogun State Ijebu-Ode, Sagamu, Ijebu Igbo, Ayetoro en Otta.

## Lokale bestuursgebieden
De staat is verdeeld in twintig lokale bestuurseenheden (Local Government Areas of LGA's).
| - Abeokuta North - Abeokuta South - Ado-Odo/Otta - Yewa North - Yewa South - Ewekoro - Ifo - ljebu East - ljebu North - ljebu NorthEast |  | - Ijebu-Ode - Ikenne - lmekoAfon - lpokia - ObafemiOwode - Odogbolu - Odeda - Ogun Waterside - Remo North - Sagamu |

## Bevolking
De bevolking bestaat in hoofdzaak uit subgroepen Yoruba; de Awori, Egba, Yewa, Ijebu en de Remo.

## Onderwijs en gezondheidszorg
Ogun heeft het hoogste aantal universiteiten van Nigeria. Er zijn negen universiteiten, waaronder de federale landbouwuniversiteit in Abeokuta. Tevens zijn er twee belangrijke staatsziekenhuizen.

## Economie
De mijnindustrie en landbouw zijn de belangrijkste industrieën in Ogun. Daarnaast is de staat de grootste producent van kolanoten van Nigeria.